# Ian McElhinney
Ian McElhinney (Belfast, 19 agosto 1948) è un attore britannico.
È noto principalmente per aver interpretato i ruoli di Barristan Selmy ne Il Trono di Spade, Morgan Monroe in The Fall - Caccia al serial killer e Nonno Joe in Derry Girls.

## Biografia
Nato a Belfast, Irlanda del Nord, McElhinney è figlio di un pastore e di un'insegnante. Ha studiato affari internazionali alla Brandeis University di Boston e ha successivamente lavorato per diversi anni come insegnante alla Goole Grammar School, ora conosciuta come Goole Academy nello Yorkshire, in Inghilterra, prima di intraprendere la carriera di attore nel 1981 comparendo, nel giro di una trentina d'anni in numerosi film e serie televisive tra cui Taggart, Hornblower, Cold Feet e I Tudors.

## Vita privata
McElhinney è sposato con l'attrice e drammaturga Marie Jones; la coppia ha avviato la propria azienda, la Rathmore Productions Ltd. Vivono a Belfast e hanno tre figli.

## Filmografia

### Cinema
- Angel, regia di Neil Jordan (1982)
- Anne Devilin, regia di Pat Murphy (1984)
- Acceptable Levels, regia di John Davies (1985)
- Lamb, regia di Colin Gregg (1985)
- The End of the World Man, regia di Bill Miskelly (1986)
- Una preghiera per morire (A Prayer for the Dying), regia di Mike Hodges (1987)
- Reefer and the Model, regia di Joe Comerford (1988)
- Shoot to Kill, regia di Peter Kosminsky (1990)
- L'agenda nascosta (Hidden Agenda), regia di Ken Loach (1990)
- La casa del destino (Fools of Fortune), regia di Pat O'Connor (1990)
- Playboys - Donnaioli (The Playboys), regia di Gillies MacKinnon (1992)
- Giustizia cieca (Blind Justice), regia di Blind Justice (1994)
- The Boy from Mercury, regia di Martin Duffy (1996)
- Small Faces, regia di Gillies MacKinnon (1996)
- Michael Collins, regia di Neil Jordan (1996)
- Hamlet, regia di Kenneth Branagh (1996)
- Fra odio e amore (This Is the Sea), regia di Mary McGuckian (1997)
- The Boxer, regia di Jim Sheridan (1997)
- Divorcing Jack, regia di David Caffrey (1998)
- A Love Divided, regia di Syd Macartney (1999)
- Borstal Boy, regia di Peter Sheridan (2000)
- Mapmaker, regia di Johnny Gogan (2001)
- The Front Line, regia di David Gleeson (2006)
- Closing the Ring, regia di Richard Attenborough (2007)
- Ember - Il mistero della città di luce (City of Ember), regia di Gil Kenan (2008)
- Swansong: Story of Occi Byrne, regia di Conor McDermottroe (2009)
- Triage, regia di Danis Tanović (2009)
- La magia della vita (A Shine of Rainbows), regia di Vic Sarin (2009)
- Una proposta per dire sì (Leap Year), regia di Anand Tucker (2010)
- Cup Cake, regia di Colin McIvor (2010)
- A Patch of Fog, regia di Michael Lennox (2015)
- Rogue One: A Star Wars Story (Rogue One), regia di Gareth Edwards (2016)
- Il viaggio (The Journey), regia di Nick Hamm (2016)
- Misteri nascosti (Sacrifice), regia di Peter A. Dowling (2016)
- Zoo, regia di Colin McIvor (2018)
- Erano ragazzi in barca (The Boys in the Boat), regia di George Clooney (2023)
- The Last Rifleman - Ritorno in Normandia (The Last Rifleman), regia di Terry Loane (2023)

### Televisione
- Cowboys, regia di Bill Miskelly - film TV (1981)
- BBC2 Playhouse - serie TV, episodio 8x26 (1982)
- After You've Gone, regia di Garth Tucker - film TV (1984)
- Brond - serie TV, 3 episodi (1987)
- The Rockingham Shoot, regia di Kieran Hickey - film TV (1987)
- Lapsed Catholics, regia di Barry Devlin - film TV (1987)
- First Sight - serie TV, episodio 1x06 (1987)
- Wipe Out - serie TV, 5 episodi (1988)
- The Grasscutter, regia di Ian Mune - film TV (1988)
- 4 Play - serie TV, 2 episodi (1990)
- Children of the North - serie TV, 3 episodi (1991)
- Metropolitan Police (The Bill) - serie TV, episodio 8x34 (1992)
- Screenplay - serie TV, episodio 7x13 (1992)
- Spender - serie TV, episodio 3x04 (1992)
- Lovejoy - serie TV, episodio 5x06 (1992)
- Circles of Deceit, regia di Geoffrey Sax - film TV (1993)
- Between the Lines - serie TV, episodio 2x08 (1993)
- A Woman's Guide to Adultery - serie TV, 3 episodi (1993)
- Taggart - serie TV, 2 episodi (1993)
- Beyond Reason, regia di Jim O'Brien - film TV (1994)
- Hearts and Minds - serie TV, 4 episodi (1994)
- Wokenwell - miniserie TV, 6 episodi (1996)
- Touch and Go, regia di Tim Fywell - film TV (1998)
- Hornblower - serial TV, 4 puntate (1998-2003)
- Maisie Raine - serie TV, 12 episodi (1998)
- Durango, regia di Brent Shields - film TV (1999)
- Queer as Folk - serie TV, 3 episodi (2000)
- No Tears - serie TV, 3 episodi (2002)
- La legge di Murphy (Murphy's Law) - serie TV, episodio 1x03 (2003)
- Holby City - serie TV, episodio 5x24 (2003)
- Cold Feet - serie TV, 2 episodi (2003)
- Doctors – serial TV, puntata 5x59 (2003)
- The Clinic – serie TV, 5 episodi (2003)
- Omagh, regia di Pete Travis - film TV (2004)
- Coronation Street - serie TV, 5 episodi (2005)
- Pure Mule - serie TV, episodio 1x02 (2005)
- Rough Diamond - serie TV, 2 episodi (2006)
- I Tudors (The Tudors) - serie TV, episodio 1x07 (2007)
- Casualty - serie TV, episodio 21x40 (2007)
- Single-Handed - serie TV, 5 episodi (2007-2008)
- Little Dorrit - miniserie TV, 2 puntate (2008)
- Clay, regia di Andrew Gunn - film TV (2008)
- Scapegoat, regia di Michael McDowell - film TV (2009)
- New Tricks - Nuove tracce per vecchie volpi (New Tricks) – serie TV, episodio 7x08 (2010)
- Tom - Un angelo in missione (Three Wise Women), regia di Declan Recks – film TV (2010)
- Il Trono di Spade (Game of Thrones) – serie TV, 25 episodi (2011, 2013-2015)
- Titanic - Nascita di una leggenda (Titanic: Blood and Steel) – miniserie TV, 12 puntate (2012)
- The Fall - Caccia al serial killer (The Fall) – serie TV, 5 episodi (2013-2014)
- Ripper Street – serie TV, 3 episodi (2013-2014)
- Quirke – serie TV, episodio 1x03 (2014)
- Game Grumps - webserie, 1 episodio (2016)
- Rebellion – miniserie TV, 5 puntate (2016)
- The Frankenstein Chronicles - serie TV, 2 episodi (2017)
- Kat & Alfie: Redwater - miniserie TV, 3 puntate (2017)
- Krypton – serie TV, 20 episodi (2018-2019)
- Derry Girls – serie TV, 19 episodi (2018-2022)
- Testimoni silenziosi (Silent Witness) - serie TV, 2 episodi (2019)
- Doctor Who - serie TV, 2 episodi (2020)
- Suspicion – serie TV, episodio 1x02 (2022)
- A Small Light – miniserie TV, 8 puntate (2023)

## Doppiatori italiani
Nelle versioni in italiano delle opere in cui ha recitato, Ian McElhinney è stato doppiato da:
- Luigi La Monica in The Fall - Caccia al serial killer, Krypton, Erano ragazzi in barca
- Renato Mori in Michael Collins, Hornblower
- Paolo Marchese in Hamlet
- Gabriele Martini in Closing the Ring
- Manlio De Angelis ne I Tudors
- Wladimiro Grana in Triage
- Sandro Iovino ne Il Trono di Spade (st. 1-4)
- Fabrizio Temperini ne Il Trono di Spade (st. 5)
- Bruno Alessandro in Titanic - Nascita di una leggenda
- Pieraldo Ferrante in Rogue One: A Star Wars Story
- Natale Ciravolo ne Il Viaggio
- Oliviero Dinelli in A Small Light